# 比利时交通
比利时交通，为比利时的交通运输状况。

## 概述
比利时国内的交通相对比较发达，除了公路及高速公路以外，还有四通八达的火车、地铁、有轨电车、无轨电车及公共汽车。公共交通网最繁密的是首都布鲁塞尔。布魯塞爾拥有国际飞机场2座，位于布鲁塞尔市市近郊的是布鲁塞尔机场，有小火车直接连接布鲁塞尔市中心火车站/北站及布鲁塞尔南站；另外的一个飞机场布鲁塞尔南部-沙勒罗瓦机场，距离布鲁塞尔较远。布魯塞爾以外尚有安特衛普國際機場和列日機場。
从别的国家到达比利时特别是布鲁塞尔的方式很多，相对便捷的方式在欧洲范围内坐火车，从欧洲之外的国家到达比利时坐飞机。比利时的首都布鲁塞尔是全国铁路的中心枢纽，具有众多国际铁路线路，如连接 布鲁塞尔-巴黎-科隆-阿姆斯特丹的“大力士”火车（thalys)，连接布鲁塞尔-伦敦聖潘克拉斯車站-巴黎的欧洲之星等等。